# Čing čong
Čing čong je dětská hra, ve které se procvičuje pozornost a rozvoj empatie. Je určená dvěma až osmi lidem. Je zcela nenáročná a nejsou k ní nutné žádné pomůcky a může se hrát ve stoje. Může trvat asi 15 minut.

## Způsob hry

### Příprava
Ruce se dají v pravém úhlu k tělu, dlaně se zatnou v pěst, ale palce se nechají venku.

### Postup
Hráči na pěsti zdvihnou nebo nezdvihnou palec. První hráč řekne „čing čong“ a číslo, kolik si myslí, že bude zdvižených palců. Pokud se strefí, může jednu ruku odebrat. Prohrává hráč, kterému zůstane poslední ruka.